# Teoretisk filosofi
Teoretisk filosofi består hovedsageligt af disciplinerne:
- metafysik
- erkendelsesteori
- videnskabsfilosofi